# 鳥取県道327号鳥取空港賀露線
鳥取県道327号鳥取空港賀露線（とっとりけんどう327ごう とっとりくうこうかろせん）は、鳥取県鳥取市を通る一般県道である。通称かにっこ空港ロード。

## 概要
鳥取市湖山町西4丁目から鳥取市賀露町西3丁目に至る。

### 路線データ
- 起点：鳥取市湖山町西4丁目（鳥取空港（鳥取砂丘コナン空港）東、鳥取県道264号鳥取空港布勢線交点）
- 終点：鳥取市賀露町西3丁目（鳥取港、鳥取市道2013314号賀露西浜1号線交点）
- 総延長：1,528 m

## 歴史
- 2016年（平成28年）3月25日 - 鳥取県告示第203号により認定[2][3]。
- 2017年（平成29年）11月7日 - 鳥取県告示第701号により区域決定[4][5]。
- 2018年（平成30年）3月10日 - 3月9日付鳥取県告示第127・128号により供用開始[6][7]。

## 路線状況

### 通称
- かにっこ空港ロード[1]

## 地理

### 通過する自治体
- 鳥取市

### 交差する道路
| 交差する道路                     | 交差する場所  | 交差する場所 |
| -------------------------------- | ------------- | ------------ |
| 鳥取県道264号鳥取空港布勢線      | 湖山町西4丁目 | 起点         |
| 鳥取市道2013314号賀露西浜1号線。 | 賀露町西3丁目 | 終点         |

### 沿線
- 鳥取空港（鳥取砂丘コナン空港）
- 鳥取港